# Српска Војводина
Српска Војводина, односно Српско Војводство или Српска Војводовина, а такође и Војводство Србија била је српска аутономна област у оквиру Аустријског царства. Настала је за време Српске револуције (1848—1849), на просторима Срема, Бачке и Баната. Проглашена је у пролеће 1848. године, на Мајској скупштини у Сремским Карловцима. Озваничена је крајем исте године, царевим постављењем Стевана Шупљикца за српског војводу. Постојала је до јесени 1849. године, када је трансформисана у нову административну област Аустријског царства под називом: Војводство Србија и Тамишки Банат.

## Назив
У примарним изворима из 1848. и 1849. година ова српска област по правилу је означавана путем употребе описних појмова који су поред основних српских одредница садржали и одреднице изведене из војводске титуле, а које се јављају у три основна облика, као: војводина, војводовина и војводство. Разлози који су народне прваке навели да се приликом именовања своје области определе управо за војводску титулу лежали су у историјском и политичком наслеђу хабзбуршких Срба, који су царским исправама са краја 17. века добили право да имају свог војводу и подвојводу, што је временом постала основа за изградњу политичких концепција о аутономији.
Тим поводом су настала два супротстављена гледишта о природи војводске титуле из старих царских исправа. На једној страни, постојало је мишљење да се ради о војном чину војводе, што би подразумевало само војно-заповедну надлежност над српском народном војском. На другој страни, постојало је мишљење да се ради о сталешкој титули војводе, што би подразумевало и постојање територијализованог војводства, односно војводине.
Српски народни прваци су 1848. године усвојили друго гледиште, тако да су своју новопроглашену област назвали српским војводством, односно војводином или војводовином, тежећи на тај начин да уз позивање на старе царске привилегије добију своју самоуправну област, на челу са српским војводом. Иако су временом прихватиле поједине српске захтеве, аустријске државне власти су ипак избегле да српску област назову војводством у смислу сталешког херцештва, већ су уместо тога усвојиле посебан термин који је имао специфично административно значење.

## Историја
Након избијања Мађарске револуције почетком 1848. године, политички прваци мађарског народа затражили су од бечког двора признање својих националних права и обнову пуне државности Краљевине Угарске у оквиру Аустријског царства. На другој страни, мађарска политичка елита, на челу са новоименованим премијером Лајошем Баћањијем није желела да призна пуну равноправност и национална права других народа, који су живели у оквиру Угарске. Тиме је било подстакнуто незадовољство немађарских народа (Срба, Румуна, Русина, Словака, Хрвата), а посебну забринутост изазивали су све агресивнији иступи министра Лајоша Кошута и његових присталица, који су били уперени против политичких права немађарских народа у Угарској.
Желећи да афирмишу и заштите сопствену народну и верску посебност, српски народни и црквени прваци су тежили ка сазивању легалног народно-црквеног сабора, што је наишло на противљење мађарских политичких чинилаца у Будимпешти. Определивши се за политику лојалности према цару и централним државним властима у Бечу, српски прваци су на Мајској скупштини (13—15. маја 1848) у Сремским Карловцима прогласили Српску Војводину, која је требало да обухвати Срем, Банат, Бачку и део Барање. Тадашњи карловачки митрополит, Јосиф Рајачић, проглашен је за српског патријарха, док је пуковник Стеван Шупљикац изабран за првог војводу. Формирани су и привремени органи народне власти, на челу са Главним одбором који је деловао као привремена влада. За председника Главног одбора изабран је патријарх Рајачић, док је за потпредседника и "вожда" (заповедника народне војске) изабран Ђорђе Стратимировић.
Овакав развој догађаја убрзо је довео до оружаног сукоба, пошто је мађарска влада у Будимпешти одлучила да на проглашење Српске Војводине одговори силом. У првом тренутку, аустријске државне власти у Бечу заузеле су опрезан став према српском покрету, настојећи да не заоштравају своје односе са мађарском владом поводом Српске Војводине. Тек када се мађарска влада током лета 1848. године отворено одметнула од царске власти, бечки двор је одлучио да поведе политику активне сарадње са српским покретом у циљу заједничке борбе против мађарских политичких претензија. Током јесени 1848. године дошло је до интензивирања српско-мађарских сукоба, а у помоћ хабзбуршким Србима дошли су и добровољци из Кнежевине Србије, које је предводио Стеван Книћанин, а српском покрету се прикључило и друго становништво, одано царској власти.
Царским патентом од 15. децембра 1848. године, Јосиф Рајачић је потврђен за српског патријарха, а Стеван Шупљикац за српског војводу, док је српском народу у Аустријском царству обећано регулисање статусних питања. Након преране смрти војводе Шупљикца (27. децембар), заповедништво на српском народном војском поверено је генрал-мајору Кузману Тодоровићу.
Доношењем првог Устава Аустријског царства од 4. марта 1849. године, озваничен је план бечког двора да се будуће Војводство Србија уреди као посебна административна област (72. члан Устава), након чега је патријарх Јосиф Рајачић већ у априлу именован за привременог царског комесра, чија је надлежност обухватала подручје жупанија Сремске и Бачко-бодрошке, као и подручје западног Баната (жупанија Торонталска и Вршачки дистрикт жупаније Тамишке). У исто време, за команданта новоствореног VII војног дистрикта, који је обухватао јужну Угарску, постављен је генерал Фердинанд Мајерхофер који је имао стварну власт на том простору, тако да су Рајачићева комесарска овлашћења, као и надлежности локалних народних органа власти, у пракси постала знатно ограничена.
Када је мађарска револуција угушена, аустријске власти су у јесен 1849. године фактички укинуле Српску Војводину уводећи привремену војну управу генерала Фердинанда Мајерхофера, а на њеном подручју су царским патентом од 18. новембра формирале нову административну јединицу под званичним називом „Војводство Србија и Тамишки Банат”. Упркос српским захтевима, та покрајина је обухватала само провинцијалне делове Срема, Баната и Бачке, без војно-крајишких области. У исто време, аустријске државне и војне власти су крајем 1849. године донеле одлуку о стварању обједињене Банатско-српске војне крајине, која је озваничена царским патентом од 7. маја 1850. године, а која је поред дотадашње Банатске војне крајне обухватила и Петроварадинску регименту у Срему, као и Шајкашки батаљон у Бачкој. Тиме је територија првобитно замишљене Српске Војводине остала подељена на два дела, провинцијални (цивилни) и крајишки (војни).

## Управа и војска
Врховну власт у Српској Војводини чинио је Главни одбор, који је основан као извршно тело за спровођење одлука Мајске скупштине. Главни одбор је настојао да укине све органе власти из претходног система. Уместо њих, оснивани су српски окружни и месни одбори. Уз нову српску власт је стајала српска народна војска, која је касније интегрисана у аустријску војску.

## Престонице
Прва престоница Српске Војводине били су Сремски Карловци, касније је управно средиште премештено у Земун, потом у Велики Бечкерек (данас Зрењанин), а након тога у Темишвар, иако овај последњи град није био у оквиру граница Српске Војводине прокламованих 1848. године.

## Значајне личности
- Стеван Шупљикац, први војвода Српске Војводине 1848. године.
- Јосиф Рајачић, српски патријарх и управитељ Српске Војводине (1848—1849. године).
- Стеван Книћанин, вођа добровољаца из Кнежевине Србије.
- Ђорђе Стратимировић, вожд српске војске 1848—1849.
- Фердинанд Мајерхофер, заповедник VII војног дистрикта (1849).

- Стеван Шупљикац
- Јосиф Рајачић
- Стеван Книћанин
- Ђорђе Стратимировић
- Фердинанд Мајерхофер

## Симболи
- Грб Српске Војводине из 1848. године, са четири оцила
- Грб Српског Војводства на Службеном билтену (1848)
- Грб великог војводе (1849—1918)

## Галерија
- Патријарх Рајачић благосиља војску Српске Војводине
- Битка код Вршца
- Битка код Вилова
- Прокламација генерала Тодоровића (1849)
- Споменик војводи Стевану Шупљикцу
- Зграда у Сремским Карловцима, са чијег је балкона проглашена Српска Војводина
- Спомен плоча о проглашењу Српске Војводине